# Liste der Baudenkmäler in Altötting

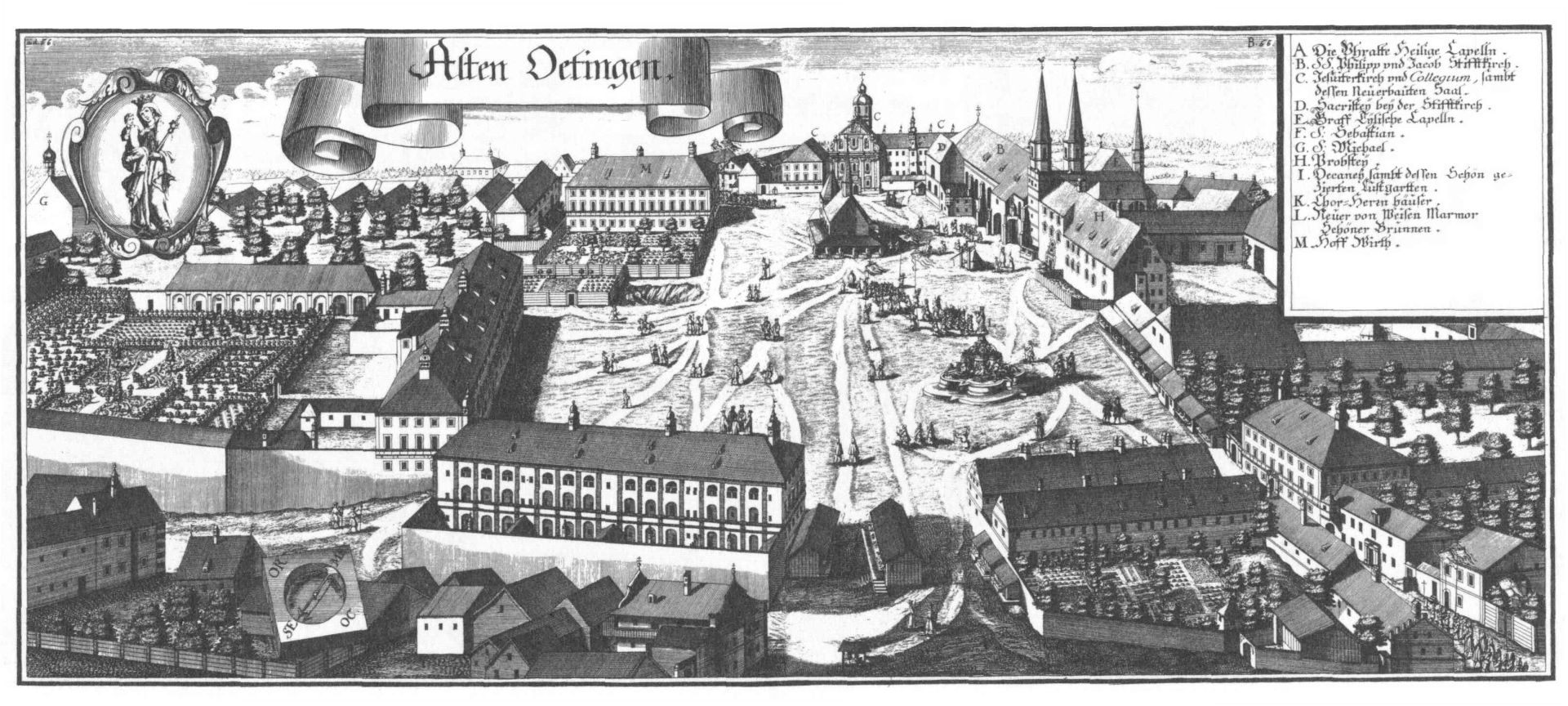
Michael Wening: Altötting

Auf dieser Seite sind die Baudenkmäler in der oberbayerischen Stadt Altötting zusammengestellt. Diese Tabelle ist eine Teilliste der Liste der Baudenkmäler in Bayern. Grundlage ist die Bayerische Denkmalliste, die auf Basis des Bayerischen Denkmalschutzgesetzes vom 1. Oktober 1973 erstmals erstellt wurde und seither durch das Bayerische Landesamt für Denkmalpflege geführt wird. Die folgenden Angaben ersetzen nicht die rechtsverbindliche Auskunft der Denkmalschutzbehörde.

## Ensembles

### Ensemble Kapellplatz

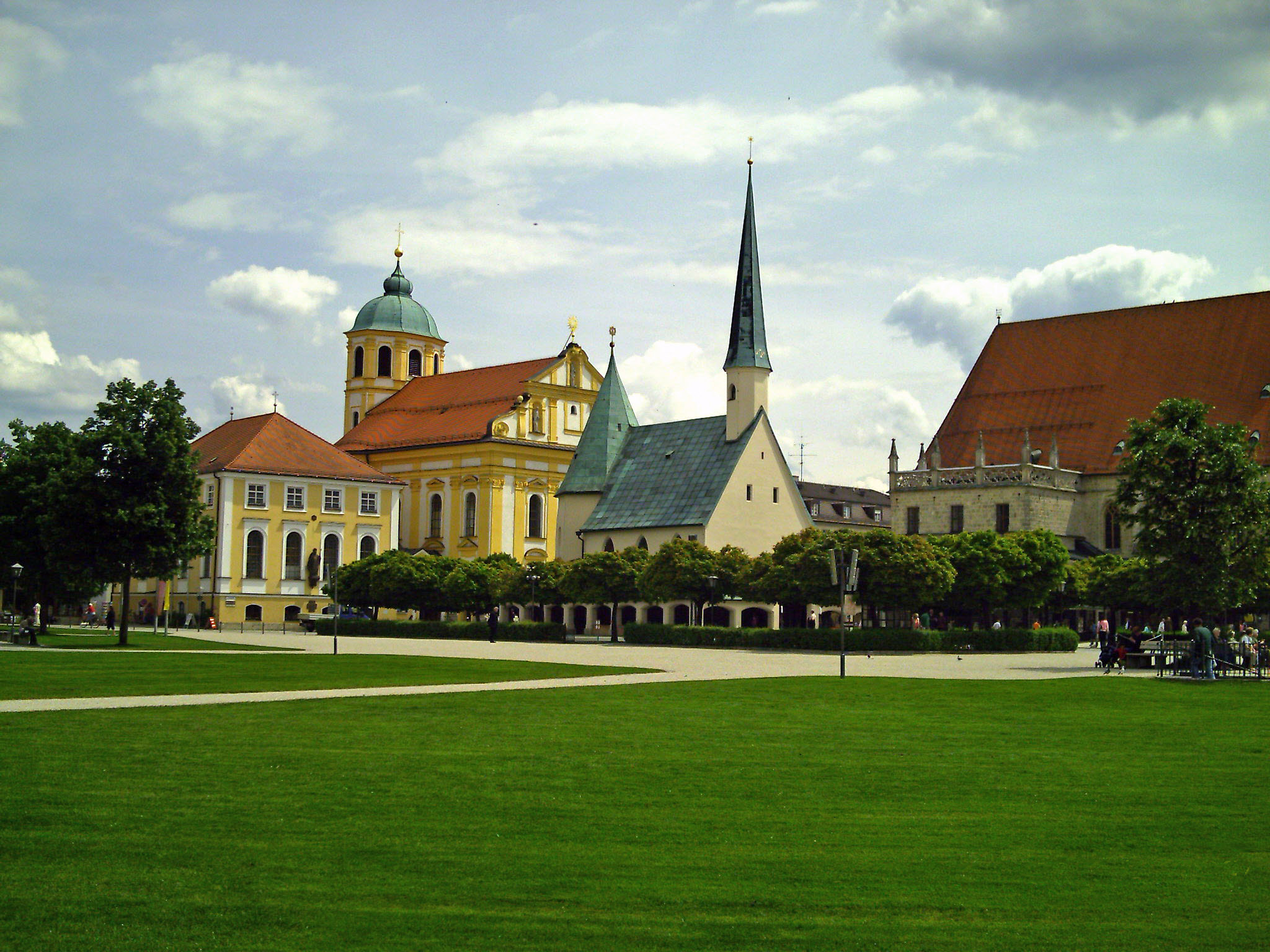
Kapellplatz mit der Wallfahrtskapelle

Das Ensemble umfasst den polygonalen Wallfahrtsplatz mit der frei auf ihr stehenden Heiligen Kapelle, die Stiftspfarrkirche mit den anhängenden Kapellen und dem ehemaligen Propsteibau, Kirche und Kloster St. Magdalena mit dem Kongregationssaal, die ehemaligen Kanonikerhäuser, Gasthäuser, alle Wallfahrtsläden, das Rathaus und zwei freistehende Brunnen.
Der geschichtliche Rang des Kapellplatzes Altötting beruht auf den Anziehungskräften der Wallfahrt, sichtbar geworden zunächst in spätgotischer, neuinterpretiert dann in barocker Gestalt. Als Ort war Altötting freilich längst vor dem Einsetzen der Wallfahrt geschichtswirksam, wofür der Zentralbau der Heiligen Kapelle als ältestes aufgehendes Mauerwerk trotz umstrittener Datierung Zeuge ist. Die Verbindung von landesherrlichem Besitztum seit
agilolfingischer Zeit und dem 876/77 von Karlmann gegründeten und 1228 durch Ludwig den Kelheimer erneuerten (Pfalz-)Stift konnte Altötting, das erst 1898 Stadt wurde, vor dörflicher Belanglosigkeit bewahren und das geistige Umfeld bereiten, in welchem nach Aufstellung eines Marienbildes und nach einem ersten, 1489 bezeugten Wunder die Wallfahrt überraschend schnell emporwuchs. 1493 schon kamen Pilgerzüge aus Landshut, bald auch aus München. Die Opfergaben flossen so reichlich, dass die Stiftskirche im Jahre 1499 durch einen weitgehenden Neubau ersetzt werden konnte,
nachdem auch der Zentralbau der Heiligen Kapelle 1494 ein Langhaus erhalten hatte.
Das folgende 16. Jahrhundert sah Kapelle und Stiftskirche in einem Nebeneinander zweier sich zwar bedingender und ergänzender, aber doch selbständiger Gebilde. Erst die Berufung der Jesuiten durch Herzog Wilhelm V. und die von diesen mitgebrachten Zentralisierungsideen des beginnenden 17. Jahrhunderts banden die beiden in einen Platzraum ein und zwar so, dass der Wallfahrtskapelle die Rolle der sinngebenden Mitte, der Stiftskirche samt dem Anbau des Propsteigebäudes als axialer Verlängerung die Rolle der Südwand zugedacht wurde. Die konkrete Platzbildung begann 1593 an der Ostseite mit Kollegbau
und Kirche St. Magdalena der Jesuiten, setzte sich fort im Westen mit dem „Alten Chorherrenstock“ von 1619. Nach der notvollen Pause des Dreißigjährigen Krieges, in welcher Tilly und Maximilian I. die Zuversicht erkennen ließen, die von Altötting über den deutschen Süden ausstrahlte und die letztlich den Wittelsbachern die Herrschaft und den Altbaiern die Katholizität bewahrte, wurde um 1672 der junge Enrico Zuccalli entsandt, den Platz zu vollenden; er sollte das Herzstück der Heiligen Kapelle mit einem mächtigen Zentralbau überwölben. Von seinem Plan wurden allerdings nur die beiden stolzen Walmdachbauten des „Neuen Chorherrenstockes“ und der „Dechantei“ im Nordwesten ausgeführt. Die Baulücke zwischen diesem und dem alten „Hofwirt“ wurde erst 1908 mit dem neubarocken Rathaus gefüllt, damals jedoch nicht ohne Widerstand gegen die vorspringende Baulinie, die sich nicht an die zuccallische Polygonidee halten wollte. 1697/98 bauten die Jesuiten ihre Magdalenakirche neu: der Verzicht auf den bisherigen Westturm zugunsten einer Kuppel über der weiter entfernten Ostapsis brachte eine günstige Korrektur für das Platzbild; sie verringerte die Türmekonkurrenz und ergab zusammen mit dem 1696 ebenfalls von den Jesuiten erbauten Kongregationssaal eine breite Fassadenwirkung für die östliche Platzwand. Der 1637 westlich der Heiligen Kapelle durch Santino Solari im Auftrag des Salzburger Erzbischofs errichtete marmorne Marienbrunnen erinnert an die Verwahrung des Gnadenbildes 1632 im Salzburger Dom und damit an die Tatsache, dass Altötting ein offenes, unbefestigtes Dorf war, dass selbst der Kapellplatz vor der Errichtung der Zuccalli-Bauten im Norden nur durch einen
Bretterzaun abgeschirmt wurde und deshalb das Gnadenbild mit den Wallfahrtsschätzen nicht weniger als viermal an einen sicheren Ort verbracht werden musste. Dies ist zum einen ein Hinweis, dass der heutige Platz in seiner Größe und Gestalt nicht die Nachfolgeform eines alten Pfalzhofes sein kann, sondern eine einmalige, neue Leistung der Verbundenheit von Volk, Klerus und Wittelsbacher Hof darstellt; zum anderen beschäftigte der Mangel an Abschlussmöglichkeit schon Enrico Zuccalli, der daher wenigstens „6 Porten“ vorsah – die in der Hauptachse liegende westliche in der gehobenen Form einer „Galleria“, damit künftig die „Fuhrwerke“ und das „Hofmarksvieh“ abgehalten würden. Umgekehrt war es naheliegend, die außerhalb der Pfortenstellen gelegenen Zugangsbereiche mit besonderer Architektur zu besetzen: 1654–57 bauten die von Propst Franz Wilhelm von Wartenberg gerufenen Franziskaner im Westen Kloster und Kirche St. Anna (heute St. Konrad), 1734–37 die Englischen Fräulein im Nordosten ihr Institut und ihre Kirche, während die anderen Pfortenstellen im Laufe der Zeit mit Gasthäusern bestückt wurden, damit auch von diesen der Wallfahrt gedient würde.
Aktennummer: E-1-71-111-1

## Baudenkmäler nach Ortsteilen

### Altötting

#### Innerhalb des Ensembles
| Lage                                                | Objekt                                                                                       | Beschreibung | Akten-Nr.              | Bild                                                     |
| --------------------------------------------------- | -------------------------------------------------------------------------------------------- | --- | ---------------------- | -------------------------------------------------------- |
| Kapellplatz (Standort)                              | Brunnen, sogenannter Marienbrunnen                                                           | Barocke Anlage, von Santino Solari, 1637. | D-1-71-111-31 Wikidata | weitere Bilder                                           |
| Kapellplatz (Standort)                              | Brunnen                                                                                      | Aus Gusseisen in Neurenaissanceformen, Ende 19. Jahrhundert. | D-1-71-111-32 Wikidata | BW                                                       |
| Kapellplatz (Standort)                              | Kriegerdenkmal                                                                               | Zur Erinnerung an die Gefallenen des Ersten Weltkriegs, neubarocker Baldachin auf drei Pfeilern, mit Pietà, von Franz Hoser, 1928. | D-1-71-111-85 Wikidata | Kriegerdenkmal                                           |
| Kapellplatz 1 (Standort)                            | Katholische Wallfahrtskapelle St. Maria, sogenannte Heilige Kapelle oder Gnadenkapelle       | Zweiteilige Anlage aus frühmittelalterlichem Zentralbau und spätgotischem Langhaus. Oktogonaler Kernbau über kreisförmigem, innen achtseitigem Grundriss, mit Spitzdach, wohl um 1000 neu errichtet anstelle einer zur karolingischen Pfalzanlage gehörigen Vorgängerkapelle, dreijochiges Langhaus mit steilem Satteldach und Dachreiter 1494 angefügt, Umgestaltung des Inneren erste Hälfte 17. Jahrhundert, Sakristeianbau von 1686, überdachter Umgang mit Segmentbogenarkaden, um 1517; mit Ausstattung. | D-1-71-111-15 Wikidata | weitere Bilder                                           |
| Kapellplatz 2 (Standort)                            | Ehemalige Hofwirtstaverne, jetzt Hotel Post                                                  | Dreigeschossiger Walmdachbau mit barocker Fassadengliederung, untere Geschosse 17. Jahrhundert, ansonsten Ausbau durch Christoph Zuccalli, 1685/1688; Seitentrakt nach Norden, dreigeschossiger Bau mit Putzgliederung, wohl 19. Jahrhundert. | D-1-71-111-16 Wikidata | Ehemalige Hofwirtstaverne, jetzt Hotel Post              |
| Kapellplatz 2 a (Standort)                          | Rathaus                                                                                      | Dreigeschossiger Neubarockbau mit Eckturm und Walmdach, errichtet durch Rudolf Esterer 1908. | D-1-71-111-17 Wikidata | weitere Bilder                                           |
| Kapellplatz 4, 4 a, 4 b (Standort)                  | Ehemalige Dekanei, jetzt Bischöfliche Administration, Wallfahrtsmuseum und Neue Schatzkammer | Dreigeschossiger barocker Walmdachbau zu 19 Fensterachsen, nach Plan von Enrico Zuccalli 1674–1677 erbaut; mit Ausstattung; barocker Garten über hohen Stütz- und Einfriedungsmauern (Nordmauer 1982 erneuert), Eckgartenpavillon; Westseite mit offenem Arkadengang; Ostseite mit ehemaligen Ställen, erdgeschossiger Walmdachbau mit Putzgliederung, um 1674/1677. | D-1-71-111-18 Wikidata | weitere Bilder                                           |
| Kapellplatz 7; 9; Papst-Benedikt-Platz 3 (Standort) | Ehemalige Jesuitenkirche St. Magdalena, seit 1874 Kapuziner-Klosterkirche                    | Barocker Saalbau, 1697/1698; mit Ausstattung; Josefskapelle, barock, mit Lichtkuppel, 1674; mit Ausstattung; ehemaliges Jesuitenkolleg, jetzt Kapuzinerkloster, dreigeschossiger Satteldachbau, südöstlich an die Kirche anschließend, im Kern 17. Jahrhundert; Ummauerung des Klostergartens, nördlicher und östlicher Abschnitt aus verputztem Ziegelmauerwerk, gartenseitig durch Blendarkaden gegliedert, um 1700, mit zwei offenen Kapellenanbauten und einer Rundkapelle, 19. Jahrhundert und um 1900, südlicher Mauerzug später erneuert. | D-1-71-111-20 Wikidata | weitere Bilder                                           |
| Kapellplatz 8, 10, 12 (Standort)                    | Ehemaliges Chorherrenhaus, jetzt Dekanatshaus                                                | Dreigeschossiger barocker Walmdachbau zu 20 Fensterachsen, nach Plan von Enrico Zuccalli, 1677/81. | D-1-71-111-21 Wikidata | Ehemaliges Chorherrenhaus, jetzt Dekanatshaus            |
| Kapellplatz 14 (Standort)                           | Caféhaus                                                                                     | Schmaler freistehender Giebelbau im Stil der Maximilianszeit, drittes Viertel 19. Jahrhundert. | D-1-71-111-22 Wikidata | Caféhaus                                                 |
| Kapellplatz 15, 17, 19 (Standort)                   | Wallfahrtsladen                                                                              | Holzbau, bei Nr. 17/19 Ladeneinfassung in Neurenaissanceformen, an die Stiftskirche angebaut, Ende 19. Jahrhundert. | D-1-71-111-23 Wikidata | BW                                                       |
| Kapellplatz 16, Kapuzinerberg 2 (Standort)          | Wallfahrtsladen, sogenanntes Neuöttinger Brothaus                                            | Erdgeschossiger Putzbau mit Walmdach, Mitte 19. Jahrhundert. | D-1-71-111-24 Wikidata | Wallfahrtsladen, sogenanntes Neuöttinger Brothaus        |
| Kapellplatz 18, 20, 22, 24, 24 a (Standort)         | Ehemaliges Chorherrenhaus, jetzt Wohn- und Geschäftshaus                                     | Zweigeschossiger langgestreckter Traufseitbau mit drei Zwerchgiebeln, 1619 erbaut; Westlich hinter Nr. 20, 22 und 24 Reihe von zweigeschossigen Satteldachbauten, 18. Jahrhundert; Rückgebäude zu Nr. 18, Lichtspielhaus, langgezogener, dreigeschossiger Bau mit Walmdach, um 1955/1958 erbaut, mit Dioramenschau zur Wallfahrtsgeschichte im Untergeschoss. | D-1-71-111-25 Wikidata | Ehemaliges Chorherrenhaus, jetzt Wohn- und Geschäftshaus |
| Kapellplatz 21, 28, Tillyplatz 2 (Standort)         | Ehemalige Chorherrenstiftskirche St. Philipp und Jakob, jetzt katholische Pfarrkirche        | Dreischiffige spätgotische Anlage, erbaut 1499–1511 auf zum Teil romanischer Grundlage; mit Ausstattung; ehemalige Schatzkammer, vollendet 1503, an der Nordostecke der Kirche; Kreuzgang, erste Hälfte 15. Jahrhundert, auf spätromanischer Grundlage, südlich der Kirche; mit Ausstattung; Sakristei, darüber Kapitelstube, 1792/93, am Ostflügel des Kreuzganges; mit Ausstattung; spätgotische Doppelkapelle im Kreuzgang, Erdgeschoss ehemaliges Beinhaus, 15. Jahrhundert, Obergeschoss Siebenschmerzenkapelle, 1511; mit Ausstattung; Tillykapelle (Peterskapelle), im Kreuzgang, mit Reliquienkapelle an der Südseite und Gruft, um 1425 und 17. Jahrhundert; mit Ausstattung; Sebastianskapelle, im Kreuzgang, um 1680 nach Plan von Christoph Zuccalli; mit Ausstattung; Ecce-Homo-Kapelle, im Kreuzgang; mit Ausstattung; Durchgang, an der Ostseite der Kirche zum Kreuzgang. | D-1-71-111-26 Wikidata | weitere Bilder                                           |
| Kapellplatz 30, 32 (Standort)                       | Wallfahrtsladen                                                                              | Bei Nr. 30 Ladeneinfassung in Neurenaissanceformen, Ende 19. Jahrhundert; angebaut an die Stiftskirche. | D-1-71-111-27 Wikidata | Wallfahrtsladen                                          |
| Kapellplatz 36 (Standort)                           | Ehemalige Propstei, dann Landratsamt                                                         | Viergeschossiger an die Westfront der Pfarrkirche angebauter barocker Walmdachbau, 18. Jahrhundert, im Kern älter. | D-1-71-111-28 Wikidata | Ehemalige Propstei, dann Landratsamt                     |
| Kapellplatz 38, Am Kreuzweg 1 (Standort)            | Ehemaliges Amtshaus, jetzt Wohn- und Geschäftshaus                                           | Zweigeschossiger, traufseitiger Satteldachbau, im Kern Zehentstadel von 1678, Fassaden nach 1803; südlich Erweiterungsbau, zweigeschossiger Walmdachbau mit Loggien an der Südfassade, wohl erstes Drittel 20. Jahrhundert. | D-1-71-111-29 Wikidata | Ehemaliges Amtshaus, jetzt Wohn- und Geschäftshaus       |
| Kapellplatz 40, 42, 44, 45 (Standort)               | Vier Wallfahrtsläden                                                                         | Erdgeschossig, mit Korbbogenfenstern, vorgebaut vor Nr. 38, Ende 19. Jahrhundert. | D-1-71-111-30 Wikidata | Vier Wallfahrtsläden                                     |
| Mühldorfer Straße 1 (Standort)                      | Gasthof Altöttinger Hof                                                                      | Dreiflügelanlage, stattlicher dreigeschossiger Barockbau mit Walmdach und zwei rückwärtigen Flügeln, erbaut 1685. | D-1-71-111-44 Wikidata | Gasthof Altöttinger Hof                                  |
| Papst-Benedikt-Platz 5; Kapellplatz 7 (Standort)    | Kongregationssaal                                                                            | Barocker Walmdachbau, erbaut 1696; mit Ausstattung; Anbau, Ende 19. Jahrhundert. | D-1-71-111-19 Wikidata | weitere Bilder                                           |

#### Außerhalb des Ensembles
| Lage                                                                                     | Objekt | Beschreibung | Akten-Nr.              | Bild                                                    |
| ---------------------------------------------------------------------------------------- | --- | --- | ---------------------- | ------------------------------------------------------- |
| Bahnhofplatz 1 (Standort)                                                                | Bahnhof Altötting | Mehrgliedriger, unverputzter Klinkerbau mit Empfangsgebäude, zweigeschossiger Walmdachbau, östlich eingeschossiger Trakt, südseitig als überdachte, offene Sommerhalle (sogenannte Bethalle) errichtet, analog westlicher Personaltrakt mit integriertem, zweigeschossigem Kopfbau mit Walmdach, erbaut 1896. | D-1-71-111-2 Wikidata  | weitere Bilder                                          |
| Bruder-Konrad-Platz 1 (Standort)                                                         | Päpstliche Wallfahrtsbasilika St. Anna                                                                                       | Monumentale Wandpfeilerkirche mit eingezogenem Chor, neubarock, nach Plänen von Johann Baptist Schott, 1910/12; mit Ausstattung; Kapelle, sogenannte Pater-Joseph-Anton-Kapelle, dreiseitig offener Satteldachbau mit Quergiebeln und Glockenstuhl, gleichzeitig. | D-1-71-111-3 Wikidata  | weitere Bilder                                          |
| Bruder-Konrad-Platz 2 (Standort)                                                         | Ehemaliges Franziskanerhaus, sogenanntes Stielhaus                                                                           | Zweigeschossiger Satteldachbau mit barocker Fassadengestaltung, Schweifgiebel mit Fresko, um 1745, neubarock überarbeitet um 1912, erneuert 1983. | D-1-71-111-4 Wikidata  | weitere Bilder                                          |
| Burghauser Straße 22 (Standort)                                                          | Wegkapelle, sogenannte Straßerkapelle                                                                                        | Neugotisch, 1877; mit Ausstattung. | D-1-71-111-6 Wikidata  | BW                                                      |
| Gebhard-Fugel-Weg 10 (Standort)                                                          | Panorama der Kreuzigung Christi                                                                                              | Zentralbau mit Zeltdach, 1902/03; Gemälde von Gebhard Fugel (1863–1939), Josef Krieger und Heinrich Ellenberger. | D-1-71-111-9 Wikidata  | weitere Bilder                                          |
| Herrenmühlstraße 18 (Standort)                                                           | Kapelle, sogenannte Maria-Wasch-Kapelle                                                                                      | Integriert in die westliche Hauswand, bezeichnet mit dem Jahr 1753. | D-1-71-111-11 Wikidata | BW                                                      |
| Herrenmühlstraße 26; Herrenmühlstraße; Mühlbach (Standort)                               | Wohnhaus, sogenanntes Weinhaus, zur Herrenmühle gehörig                                                                      | Satteldachbau mit Erkern und Türmchen, gotisierend, Ende 19. Jahrhundert; nördlich eingeschossiger Anbau, mit Überbauung des Mühlbaches, wohl gleichzeitig; Hofkapelle, wohl Ende 19. Jahrhundert; mit Einfriedungsmauer, Ende 19. Jahrhundert. | D-1-71-111-12 Wikidata | Wohnhaus, sogenanntes Weinhaus, zur Herrenmühle gehörig |
| Herrenmühlstraße 35; Nähe Herrenmühlstraße; Herrn- und Schleifmühle; Mühlbach (Standort) | Ehemalige Mühle, sogenannte Herrenmühle                                                                                      | Wohnhaus, zweigeschossiger stattlicher Walmdachbau, im Kern 17./18. Jahrhundert; nördlicher Querflügel mit Arkaden und Loggia, zwei bzw. dreigeschossiger Schopfwalmdachbau; südlicher Querflügel, dreigeschossiger Walmdachbau; Mühlgebäude, dreieinhalbgeschossiger Satteldachbau, mit Wasserrad, südlich zweigeschossiger Anbau mit Schopfwalm, 1902; Hofkapelle, sogenannte Trenkerkapelle, nach Plänen von Baumeister Simon Lehner, 1906; mit Ausstattung; Gartenmauer mit Pavillon und Eisenzaun-Einfriedung; Gartenhäuschen mit Schopfwalm. | D-1-71-111-13 Wikidata | Ehemalige Mühle, sogenannte Herrenmühle                 |
| Nähe Holzhauser Straße (Standort)                                                        | Wegkapelle St. Wolfgang, sogenannte Detterkapelle                                                                            | 1879; mit Ausstattung. | D-1-71-111-1 Wikidata  | BW                                                      |
| Kapuzinerstraße 1; Bruder-Konrad-Platz 5 (Standort)                                      | Ehemaliges Franziskanerkloster und Kirche St. Anna, seit 1953 Kirche St. Konrad, ab 1802 Kapuzinerkloster                    | Erbaut 1654–57, erneuert 1754, 1864 und 1956/57; mit Ausstattung; Klostergebäude, zweigeschossiger Satteldachbau, südlich an die Kirche anschließend, im Kern 17. Jahrhundert; zweigeschossiger Satteldachbau nordwestlich an die Kirche anschließend, im Kern 17. Jahrhundert. | D-1-71-111-33 Wikidata | weitere Bilder                                          |
| Kapuzinerstraße 6 (Standort)                                                             | Ehemaliges Kapellviertlhaus, sogenanntes Bucherbäckerhaus                                                                    | Dreigeschossiger Satteldachbau auf hohem Untergeschoss mit zwei Erkern und Vortreppe, im Kern 17. Jahrhundert, erneuert Anfang 20. Jahrhundert. | D-1-71-111-34 Wikidata | BW                                                      |
| Kapuzinerstraße 11 (Standort)                                                            | Nebengebäude des Gasthofs Schex                                                                                              | Zweigeschossiger Satteldachbau mit teilweise gewölbtem Erdgeschoss, im Kern sogenanntes zweites Bruder- oder Armenhaus, erbaut von Maurermeister Christoph Zuccalli 1654, nach 1803 verändert. | D-1-71-111-35 Wikidata | BW                                                      |
| Kapuzinerstraße 21/23 (Standort)                                                         | Wohnhaus | Zweigeschossiger Traufseitbau mit profiliertem Trauf- und Giebelgesims und barockem Portal, 18. Jahrhundert; zugehörig eingeschossiger, schmaler Anbau mit Rundgiebel, wohl 17. Jahrhundert. | D-1-71-111-36 Wikidata | BW                                                      |
| Kolbergstraße 4 (Standort)                                                               | Josefsburg, sogenanntes Kolbergschlösschen, seit 1853 Institut der Englischen Fräulein                                       | Viergeschossiger Satteldachbau mit östlich vorgelegtem Erkerturm, 1491; Kapelle, neugotisch ausgebaut 1854; mit Ausstattung; Einfriedungsmauer mit Pavillon und neugotischem Tor, um 1853. | D-1-71-111-37 Wikidata | weitere Bilder                                          |
| Konventstraße 4/6 (Standort)                                                             | Chorherrenstift St. Rupertus                                                                                                 | Dreigeschossiger Walmdachbau mit kurzen Eckflügeln, modern barockisierend, 1927/30; Kapelle, 1927/1928; Heiligenfigur St. Rupert im Garten, wohl frühes 20. Jahrhundert. | D-1-71-111-39 Wikidata | BW                                                      |
| Konventstraße 7 (Standort)                                                               | Wohnhaus | Barocker zweigeschossiger Traufseitbau, Ostwand mit Fresko, 18. Jahrhundert. | D-1-71-111-40 Wikidata | BW                                                      |
| Kreszentiaheimstraße 13 (Standort)                                                       | Ehemaliger Lagerkeller, sogenannter Stieglerkeller                                                                           | Zweigeschossiger Satteldachbau, bezeichnet mit dem Jahr 1863, Ausbau 1929; nördlich zweigeschossiger Satteldachanbau, gartenseitig mit Veranda; östlich eingeschossiger Trakt mit Mittelrisalit und Satteldach, bezeichnet mit dem Jahr 1929; Sommergarten. | D-1-71-111-41 Wikidata | BW                                                      |
| Kreszentiaheimstraße 41/43 (Standort)                                                    | Missions- und Provinzhaus der Schwestern vom Heiligen Kreuz, sogenanntes Kreszentiaheim                                      | Dreigeschossiger Hauptbau mit Mittelrisalit und Segmentbogengiebeln, 1901, Zwischenbau, zweigeschossiger Mansard-Walmdachbau mit durchgehendem Balkon und Arkaden im Erdgeschoss; Klosterkirche, Herz-Jesu-Anbetungskirche, Jugendstil, nach Plan von Michael Kurz, geweiht 1916; mit Ausstattung; Stallgebäude des Kreszentiaheims, Satteldachbau mit Zwerchhäusern, 1925. | D-1-71-111-42 Wikidata | weitere Bilder                                          |
| Mühldorfer Straße (Standort)                                                             | Brückenfigur heiliger Johann Nepomuk                                                                                         | Mitte 18. Jahrhundert. | D-1-71-111-46 Wikidata | BW                                                      |
| Mühldorfer Straße 15 (Standort)                                                          | Ehemaliges Lebzelterhaus, jetzt Wohn- und Geschäftshaus                                                                      | Biedermeierlicher gegliederter Walmdachbau, 1839. | D-1-71-111-45 Wikidata | BW                                                      |
| Mühldorfer Straße 24 (Standort)                                                          | Wohnhaus | Zweigeschossiger barocker Bau mit hohem Mansardwalmdach und Putzgliederung, 18. Jahrhundert. | D-1-71-111-95          | BW                                                      |
| Nähe Mühldorfer Straße (Standort)                                                        | Kapelle, sogenannte Staudhammer-Kapelle, sogenannte Eschbachkapelle                                                          | 1989/1990 an neuer Stelle errichtet, Rekonstruktion des barocken Vorgängerbaus; mit Ausstattung des 18. Jahrhunderts. | D-1-71-111-8 Wikidata  | BW                                                      |
| Neuöttinger Straße 2 (Standort)                                                          | Gasthof Scharnagl | Mehrteilige dreigeschossige Anlage. Hauptbau, stattlicher Walmdachbau, über älterer Grundlage Ende 17. Jahrhundert neu erbaut (Dachwerk bezeichnet mit dem Jahr 1691), mit Fassadengliederung des frühen 18. Jahrhunderts; rückwärtig anschließend quer gelagerter Walmdachbau mit Durchfahrt und ehemals offenem Laubengang nach Osten, wohl 18. Jahrhundert; nach Nordosten angebauter Trakt, im Erdgeschoss gewölbt, um 1880; im Anschluss an die Durchfahrt nach Süden breiter Gebäudeabschnitt mit großem gewölbtem Erdgeschoss-Raum und flach geneigtem Satteldach, Mitte 19. Jahrhundert. | D-1-71-111-47 Wikidata | Gasthof Scharnagl                                       |
| Neuöttinger Straße 4 (Standort)                                                          | Apotheke | Dreigeschossiger Walmdachbau, im Erdgeschoss Arkadengang und weitere gewölbte Räume, 17. Jahrhundert. | D-1-71-111-48 Wikidata | BW                                                      |
| Neuöttinger Straße 7 (Standort)                                                          | Friedhofskirche St. Michael                                                                                                  | Spätgotisch, 1469 erbaut; mit Ausstattung; Friedhof, mit Grabdenkmälern des späten 18. bis frühen 20. Jahrhunderts, Anlage spätmittelalterlich, erweitert 1865 ff.; mit Ummauerung des 19. Jahrhunderts; Gruftarkadenhalle von 1885; Leichenhaus, neugotisch, spätes 19. Jahrhundert. | D-1-71-111-50 Wikidata | weitere Bilder                                          |
| Neuöttinger Straße 8; 6 (Standort)                                                       | Institut und Kirche St. Joseph (neuerdings Vermählung Mariä) der Congregatio Jesu, vormals der Englischen Fräulein           | Rokoko-Saalkirche mit vertikal gegliederter Fassade, hohem rundbogigem Ziergiebel und Dachreiter, 1735–1737; mit Ausstattung Kirchenbau eingefügt zwischen zwei dreigeschossige Gebäudetrakte unterschiedlicher Länge, im Kern 1721/1722, im 19. Jahrhundert überformt, südlich einbezogen älteres ehemaliges Stiftsgebäude, dreigeschossig mit Mezzanin und Walmdach, Anfang 18. Jahrhundert. | D-1-71-111-49 Wikidata | weitere Bilder                                          |
| Neuöttinger Straße 28 (Standort)                                                         | Villa | Neurenaissancebau mit Mansarddach und reich gegliedertem Zwerchhaus, bezeichnet mit dem Jahr 1895; eiserner Einfriedungszaun. | D-1-71-111-52 Wikidata | Villa                                                   |
| Neuöttinger Straße 30 (Standort)                                                         | Wohnhaus | Dreigeschossiger Bau mit Mezzanin und Flachwalmdach, Putzgliederungen, bezeichnet mit dem Jahr „1861“. | D-1-71-111-53 Wikidata | BW                                                      |
| Neuöttinger Straße 35 (Standort)                                                         | Ehemaliges Arzthaus, Wohnhaus                                                                                                | Zweigeschossiger Bau mit Mezzaningeschoss, Flachwalmdach und Lisenengliederungen, italianisierend, 1856; Nebengebäude, eingeschossiger Satteldachbau mit profiliertem Giebeldreieck, wohl Mitte 19. Jahrhundert. | D-1-71-111-54 Wikidata | BW                                                      |
| Neuöttinger Straße 53; 57; 51; 55 (Standort)                                             | Franziskushaus, Stammhaus des Seraphinischen Liebeswerkes, heute mit Grund- und Hauptschule, Erziehungsheim und Kindergarten | Gegründet 1893, Abfolge verschiedener Bauten. Altes Hauptgebäude, zweigeschossiger Zeltdachbau mit Mezzanin, italianisierend, 1889; gotisierende, zweigeschossige Flügelbauten mit Mezzanin, Giebelrisalit und Satteldach, südlich und nördlich an den alten Hauptbau angeschlossen mittels eingeschossiger Verbindungstrakte, Ende 19. Jahrhundert; weiter südlich dreigeschossiger Mansardwalmdachbau mit Zwerchhaus und polygonalen Erkern an der Südfront, Ende 19. Jahrhundert; weiter nördlich dreieinhalbgeschossiger turmartiger Walmdachbau mit Putzdekor im Stil der 1920er Jahre; neubarocker Mansarddachbau mit Rundbogenfenstern, um 1925/30; nördlich freistehender zweigeschossiger Satteldachbau mit Segmentbogenfenstern, drittes Viertel 19. Jahrhundert; Anstaltskirche von 1894, 1965 weitgehend erneuert; Exerzitienhaus, dreigeschossiger Bau mit Mansarddach und nördlich mit neobarockem Ziergiebel, Anbau im Westen, wohl Ende 19. Jahrhundert. | D-1-71-111-55 Wikidata | BW                                                      |
| St. Georgen 2 (Standort)                                                                 | Vierseithof, Stammhof der Bildhauerfamilie Schwanthaler                                                                      | Querstadel aus Nagelfluh-Brockenmauerwerk, um 1850/1860; Bundwerkstadel, um 1830/1840; Backhaus, Nagelfluhbau, bezeichnet mit dem Jahr 1856; Getreidekasten, freistehender zweigeschossiger Holzblockbau, zweite Hälfte 17. Jahrhundert. | D-1-71-111-56 Wikidata | BW                                                      |
| St. Georgen 4 (Standort)                                                                 | Gasthaus und ehemaliges Mineralbad St. Georgen                                                                               | Biedermeierlicher Walmdachbau, bezeichnet mit dem Jahr 1841; westlich Hofkapelle, Ende 19. Jahrhundert. | D-1-71-111-57 Wikidata | BW                                                      |
| St. Georgen 5 (Standort)                                                                 | Wasserwerk mit Turm | Backsteinbauten mit Treppengiebeln, Mitte 19. Jahrhundert auf baulicher Grundlage des Wasserturms von 1627. | D-1-71-111-58 Wikidata | BW                                                      |
| Traunsteiner Straße 1a; Burghauser Straße 28; Traunsteiner Straße 1 (Standort)           | Amtsgericht | Stattlicher zweigeschossiger neubarocker Mansardwalmdachbau mit stuckiertem Wappen im Giebelfeld, um 1900; östlich eingeschossiger Anbau mit Mansardwalmdach, gleichzeitig; Zauneinfriedung. | D-1-71-111-7 Wikidata  | BW                                                      |
| Trostberger Straße 6 (Standort)                                                          | Ehemaliger Gasthof | Dreigeschossiger Eckbau mit hohem Neurenaissancegiebel, um 1900. | D-1-71-111-61 Wikidata | Ehemaliger Gasthof                                      |
| Trostberger Straße 26 (Standort)                                                         | Vierseithof | Geschlossene Anlage. Verputztes Wohnhaus, bezeichnet mit dem Jahr 1894; Ökonomiegebäude, Ende 19. Jahrhundert; Remise, gegliederter Sichtziegelbau mit hölzernen Zierformen, Satteldach, Ende 19. Jahrhundert. | D-1-71-111-62 Wikidata | Vierseithof                                             |
| Trostberger Straße 52 (Standort)                                                         | Kapelle, sogenannte Rindenkapelle                                                                                            | Vollständig mit Eichenrinde verkleideter kleiner Satteldachbau mit Quergiebel und Campanile, rückwärtig Lourdesgrotte, um 1870; mit Ausstattung; zugehöriger umgebender Garten, gleichzeitig. | D-1-71-111-96          | BW                                                      |

### Aigner
| Lage                 | Objekt                                       | Beschreibung                                                               | Akten-Nr.              | Bild |
| -------------------- | -------------------------------------------- | -------------------------------------------------------------------------- | ---------------------- | ---- |
| Aigner 26 (Standort) | Bundwerkstadel (Südflügel des Vierseithofes) | Um 1850/1870; nordöstlich Getreidekasten, zweigeschossiger Blockbau, 1571. | D-1-71-111-82 Wikidata | BW   |

### Geisberg
| Lage                   | Objekt      | Beschreibung | Akten-Nr.              | Bild |
| ---------------------- | ----------- | --- | ---------------------- | ---- |
| Geisberg 85 (Standort) | Dreiseithof | Bauernhaus mit Blockbauobergeschoss, zweite Hälfte 18. Jahrhundert; östlich Hütte, mit Bundwerk, wohl 18. Jahrhundert; südlich Stadel mit Gitterbundwerk, Mitte 19. Jahrhundert. | D-1-71-111-65 Wikidata | BW   |

### Graming
| Lage                  | Objekt                                                                      | Beschreibung | Akten-Nr.              | Bild |
| --------------------- | --------------------------------------------------------------------------- | --- | ---------------------- | ---- |
| Graming 24 (Standort) | Bundwerkstadel (Südflügel des Vierseithofes)                                | Um 1825/40. | D-1-71-111-66 Wikidata | BW   |
| Graming 25 (Standort) | Ehemaliges Kleinbauern- und Handwerkerhaus, sogenanntes Lichtmayr-Webergütl | Eineinhalbgeschossiger Blockbau mit zwei Eingängen (Eckfletzgrundriss) und Flachsatteldach, ursprünglich mit Giebelschrot, 1522/1538 (dendrochronologisch datiert). Sanierung wurde 2018 mit der Denkmalschutzmedaille ausgezeichnet. | D-1-71-111-67 Wikidata | BW   |

### Oberholzhausen
| Lage                         | Objekt                              | Beschreibung | Akten-Nr.              | Bild |
| ---------------------------- | ----------------------------------- | --- | ---------------------- | ---- |
| Oberholzhausen 3 (Standort)  | Vierseithof                         | Bauernhaus, verputzt, bezeichnet mit dem Jahr 1832, mit Gitterbundwerk am Heuboden, bezeichnet mit dem Jahr 1832 westlich Hütte, mit Bundwerkoberteil, Malereien an der Südwand, erste Hälfte 19. Jahrhundert; südlich Durchfahrt, 19. Jahrhundert. | D-1-71-111-72 Wikidata | BW   |
| Oberholzhausen 5 (Standort)  | Dreiseithof                         | Bauernhaus, verputzt, mit Bundwerk am Heuboden, Mitte 19. Jahrhundert; östlich Hütte, mit Bundwerk und anschließendem Stadeltrakt, wohl Mitte 19. Jahrhundert.                                                                                      | D-1-71-111-71 Wikidata | BW   |
| Oberholzhausen 40 (Standort) | Hütte (Ostflügel des Vierseithofes) | Mit Bundwerkoberteil, um Mitte 19. Jahrhundert. | D-1-71-111-73 Wikidata | BW   |
| Oberholzhausen 49 (Standort) | Bauernhaus                          | Verputzter Mitterstallbau mit Gitterbundwerk am Wirtschaftsteil, um 1860. | D-1-71-111-69 Wikidata | BW   |

### Oberschlottham
| Lage                         | Objekt                                              | Beschreibung           | Akten-Nr.              | Bild |
| ---------------------------- | --------------------------------------------------- | ---------------------- | ---------------------- | ---- |
| Oberschlottham 16 (Standort) | Gitterbundwerk-Stadel (Südflügel des Dreiseithofes) | Mitte 19. Jahrhundert. | D-1-71-111-74 Wikidata | BW   |

### Schneidlehen
| Lage                         | Objekt                                 | Beschreibung                                                                                            | Akten-Nr.     | Bild |
| ---------------------------- | -------------------------------------- | --- | ------------- | ---- |
| Flur Schneidlehen (Standort) | Wegkreuz, sogenanntes Geisberger Kreuz | Reich gestaltete polychrome Anlage mit Bedachung, Christus und Schmerzensmutter aus Gusseisen, um 1900. | D-1-71-111-93 | BW   |

### Stadel
| Lage                 | Objekt                                              | Beschreibung           | Akten-Nr.              | Bild |
| -------------------- | --------------------------------------------------- | ---------------------- | ---------------------- | ---- |
| Stadel 58 (Standort) | Gitterbundwerk-Stadel (Südflügel des Vierseithofes) | Mitte 19. Jahrhundert. | D-1-71-111-76 Wikidata | BW   |
| Stadel 61 (Standort) | Gitterbundwerk-Stadel (Südflügel des Vierseithofes) | Mitte 19. Jahrhundert. | D-1-71-111-77          | BW   |

### Unterholzhausen
| Lage                          | Objekt                                                             | Beschreibung | Akten-Nr.              | Bild |
| ----------------------------- | ------------------------------------------------------------------ | --- | ---------------------- | ---- |
| Unterholzhausen 41 (Standort) | Katholische Pfarrkirche Mariä Heimsuchung                          | Saalkirche mit Kapelle an Südseite, spätgotischer Bau von 1476; mit Ausstattung.                                                                         | D-1-71-111-78 Wikidata | BW   |
| Unterholzhausen 52 (Standort) | Ehemaliges Stiftshaus des Klosters Au am Inn, ehemaliges Pfarrhaus | Stattlicher, freistehender barocker Walmdachbau mit Stuckgliederung, Portale mit gesprengtem Giebel an Nord- und Südseite, bezeichnet mit dem Jahr 1722. | D-1-71-111-79 Wikidata | BW   |

### Unterschlottham
| Lage                            | Objekt                             | Beschreibung                                                                                         | Akten-Nr.              | Bild |
| ------------------------------- | ---------------------------------- | --- | ---------------------- | ---- |
| Flur Unterschlottham (Standort) | Wegkapelle, sogenannte Jetzkapelle | 1836 erbaut; mit Ausstattung; 2000 vom ursprünglichen Standort um wenige Meter nach Westen versetzt. | D-1-71-111-81 Wikidata | BW   |

### Wallner an der Osterwies
| Lage                                   | Objekt                                       | Beschreibung                      | Akten-Nr.              | Bild |
| -------------------------------------- | -------------------------------------------- | --------------------------------- | ---------------------- | ---- |
| Wallner an der Osterwies 27 (Standort) | Bundwerkstadel (Südflügel des Vierseithofes) | Mitte 19. Jahrhundert (erneuert). | D-1-71-111-83 Wikidata | BW   |

## Ehemalige Baudenkmäler
In diesem Abschnitt sind Objekte aufgeführt, die früher einmal in der Denkmalliste eingetragen waren, jetzt aber nicht mehr. Objekte, die in anderem Zusammenhang – also z. B. als Teil eines Baudenkmals – weiter eingetragen sind, sollen hier nicht aufgeführt werden. Aktennummern in diesem Abschnitt sind ehemalige, jetzt nicht mehr gültige Aktennummern.

| Lage                                                   | Objekt                                     | Beschreibung | Akten-Nr.     | Bild |
| ------------------------------------------------------ | ------------------------------------------ | --- | ------------- | ---- |
| Altötting Trostberger Straße 53, 55, 57, 59 (Standort) | Wohnanlage der Baugenossenschaft Altötting | langgestreckter zweigeschossiger Satteldachbau mit Stehgauben, flankierenden turmartigen Kopfbauten mit Zeltdach und Putzgliederung, im barockisierenden Heimatstil, nach Plänen von Hermann Selzer, 1921/22 | D-1-71-111-98 | BW   |